# Euclidia tristicula
Euclidia tristicula är en fjärilsart som beskrevs av Schultz 1908. Euclidia tristicula ingår i släktet Euclidia och familjen nattflyn. Inga underarter finns listade i Catalogue of Life.